# Lee Eun-ji
Lee Eun-ji (nome original em coreano:  이 은지; Gyeonggi, 11 de dezembro de 1989) é uma ciclista olímpica sul-coreana. Eun-ji representou a sua nação durante os Jogos Olímpicos de Verão de 2012 na prova de velocidade por equipes, em Londres.